# Aeroporto Regional de Sebring
O Aeroporto Regional de Sebring (em inglês: Sebring Regional Airport) (IATA: SEF, ICAO: KSEF) é um aeroporto localizado em Sebring, no Condado de Highlands no estado da Flórida, nos Estados Unidos.
O aeroporto foi construído em 1940 como a Base Aérea do Exército de Hendricks, em 1946 passou a operar voos civis. Uma parte do aeroporto também recebe corridas de automobilismo desde 1950, juntamente com o complexo Sebring International Raceway, desde 2004 hospeda a exposição US Sport Aviation Expo.